# طائفة لاردة
طائفة لاردة كانت مملكة طوائف في شبه الجزيرة الأيبيرية الإسلامية (الأندلس) بين عامي 1039/1046 و1102/1110. استنادًا إلى مدينة لاردة لم تكن الطائفة دولة مستقلة طوال هذه الفترة ولكنها كانت في بعض الأحيان جزءًا من الطائفة الأكبر سرقسطة التي يحكمها الوالي.
في عهد الخلافة القرطبية المتأخرة، كانت لاردة تحت حكم ولاة بني تجيب. وفي سنة 1039م، استولى عليها المستعين الهودي، مع سرقسطة. في وقت ما قبل وفاته في عام 1046، وضع المستعين ابنه الأصغر، يوسف بن سليمان بن هود المظفر، مسؤولًا عن لاردة، بينما في عام 1046 ورث الابن الأكبر، أحمد المقتدر سرقسطة. ابتداءً من عام 1045، أجبر الكونت رامون بيرينغير الأول البرشلوني الإخوة على دفع الجزية [الإنجليزية] مقابل عدم مهاجمتهم. في عام 1064، وقع خلاف بين الأخوين بسبب خسارة بربشتر أمام جيش مسيحي من كل أصقاع أوروبا، حيث ألقى المختار اللوم على يوسف في هذه الهزيمة، على الرغم من أنهما استعادا المدينة بعد وقت قريب.
بعد أن استولى المقتدر السرقسطي على طائفة طرطوشة في عام 1061 وطائفة دانية في عام 1076، خاض هو وأخوه حربًا أهلية في عامي 1078 و1081، مما أدى إلى إعادة توحيد إمارة المستعين في يد المقتدر. وعندما توفي المقتدر في أواخر عام 1081، قُسمت الطائفة بين ولديه، أما ولده الأصغر المنذر الذي كان يحكم بالفعل دانية وطرطوشة بصفته حاجبًا لأبيه، فقد ورث لاردة أيضًا.
تحملت طائفة لاردة، باعتبارها أقصى الولايات الواقعة في الشمال الشرقي والتي خرجت من تقسيم عام 1081، وحملَت العبء الأكبر من الصراع مع سانشو راميريز، ملك أراغون، وابنه بيتر، ملك سوبراربي، الذي تقدم بثبات إلى أسفل وادي سينكا. في عام 1083، استولوا على غراوس [الإنجليزية]. ثم، بين عامي 1087 و1093، استولى بيتر على إستادا [الإنجليزية] ومونزون وألمينار. في عام 1089، شن الكونت إرمينجول الرابع الأورجيلي [الإنجليزية] هجومًا على بالاجير، وربما استولى على المدينة مؤقتًا.
في عام 1090، توفي المنذر وخلفه ابنه سليمان بن هود، وهو قاصر. قام حكام سليمان بتقسيم الطائفة، ففصلوا دانية وطرطوشة لصالحهم وتركوا له لاردة. في عام 1100، استولى بيتر، ملك أراغون آنذاك، على بربشتر، المدينة الثانية في الطائفة، وسارينيينا [الإنجليزية]. وفي عام 1101، استولى على بومر دي سنسا [الإسبانية] ثم الحاميات تباعًا حتى وصلوا لاردة نفسها.
في عهد المنذر وابنه، دفعت لاردة الجزية لللكونت رامون بيرينجر الثالث ملك برشلونة  والكونت إرمينجول الخامس من أورجيل [الإنجليزية]. توفي إرمنغول الخامس في معركة مولروسا [الإنجليزية] أثناء قتال المرابطين في شمال إفريقيا، الذين كانوا يحاولون إخضاع الطائفة في لاردة، في أيلول 1102. يبدو أن المرابطين استعادوا لاردة في ذلك العام، على الرغم من أن آخرين يعتقدون أنها استمرت تحت الغزو حتى عام 1110. وقد عيّن المرابطون أولياء لحكمها حتى استولى عليها الكتالونيون [الإنجليزية] عام 1149م.

## حكام لاردة
- يوسف بن سليمان بن هود المظفر (1039/1046–1078/1081)
- منذر الحاجب (1081-1090)، ابن أخ السلف.
- سليمان بن هود (1090-1102/1110)، ابن السلف.

## ملحوظات

لاردة في طائفة سرقسطة، (مع دانية وطرطوشة): انفصلت هذه المدن الثلاث عن سرقسطة في الفترة من 1081 إلى 1102

1. ↑  يُسميه الإسبان أحيانًا "مملكة ليريدا" (بالإسبانية: رينو دي ليريدا).